# 6022 Дзюро
6022 Дзюро (6022 Jyuro) — астероїд головного поясу, відкритий 26 жовтня 1992 року.
Тіссеранів параметр щодо Юпітера — 3,632.